# 4029 Bridges
4029 Bridges (1982 KC1) là một tiểu hành tinh vành đai chính được phát hiện ngày 24 tháng 5 năm 1982 bởi Carolyn Shoemaker ở Palomar.